# Robbea tenax
Robbea tenax är en rundmaskart som beskrevs av Gerlach 1963. Robbea tenax ingår i släktet Robbea och familjen Desmodoridae. Inga underarter finns listade i Catalogue of Life.